# Ferdinand Schmid
Ferdinand Schmid (ur. 18 sierpnia 1862 w Opawie, zm. 24 listopada 1925 w Coburgu) – niemiecki i austriacki prawnik i statystyk.
Urodził się w rodzinie nauczycielskiej. Był synem dyrektora gimnazjum. W latach 1880–1884 studiował prawo na Uniwersytecie Wiedeńskim. W 1885 uzyskał stopień doktora nauk prawnych. Wstąpił na służbę cesarza Franciszka Józefa w monarchii austro-węgierskiej. Początkowo pracował jako prokurator finansowy. Potem zaczął zajmować się zawodowo statystyką. Stopniowo awansował, aż został kierownikiem nowo - utworzonego Urzędu Statystycznego Bośni i Hercegowiny w Sarajewie. Od 1898 pracował w Ministerstwie Handlu. Aktywny na polu naukowym w 1895 uzyskał habilitację. Wykładał naukę administracji, prawo administracyjne oraz statystykę. W 1904 otrzymał profesurę Uniwersytetu w Innsbrucku, gdzie został mianowany dziekanem. Od 1908 pracował także na Uniwersytecie w Lipsku, gdzie prowadził seminarium. Po 1919 musiał stopniowo wycofywać się z życia zawodowego z powodu choroby wzroku.
Wniósł znaczący wkład w rozwój niemieckiej statystyki, szczególnie w badaniach społeczno - politycznych. Interesował się również polityką rolną oraz prawem pracy i ubezpieczeń społecznych.  Jako jeden z pierwszych opisał administrację wojskową austro-węgierską na terenie Bośni i Hercegowiny. Był autorem znanej w nauce administracji publikacji: Über die Bedeutung der Verwaltungslehre als selbständiger Wissenschaft (1909).